# Gonzalo Rojo
Gonzalo Rojo Rivera, Viña del Mar, es un futbolista chileno que jugó de mediocampista en Everton de Viña del Mar de la Primera División de Chile, es formado en las cadetes del club.

## Trayectoria
Gonzalo debutó en la noche canaria de San Luis de Quillota, donde entró por Diego Orellana, jugó un par de minutos.

## Clubes
| Club    | País  | Año       |
| ------- | ----- | --------- |
| Everton | Chile | 2013-2017 |